# Sonja Jógvansdóttir
Sonja J. Jógvansdóttir (Tórshavn, Ilhas Faroe, 9 de novembro de 1977) é uma jornalista e política das Ilhas Faroe que, até 16 de setembro de 2015, era membro do Partido Social Democrata das Ilhas Feroe. Tornou-se líder do Centro Sindical das Ilhas Feroe, sendo uma porta-voz dos direitos dos homossexuais nas Ilhas Faroe.

## Carreira política
Em 1 de setembro de 2015, Jógvansdóttir tornou-se a primeira faroense homossexual a ser eleita ao Parlamento local. Recebeu a segunda maior quantidade de otos do Partido Social Democrata. Dias após a eleição e após o governo de Aksel V. Johannesen, foi divulgado que havia deixado o Partido Social Democrata. A razão pela qual ela deixou o partido baseia-se nas ideologias homofóbicas do partido. No momento de sua partida, prometeu que apoiaria o governo de Aksel V. Johannesen. Até março de 2016, continuava a ser uma política independente no Løgtingið. A coalizão partidária no Løgtingið conta com apenas 16 membros de 33 totais, após a saída de Jógvansdóttir.

## Projeto de lei LGBT
Em 24 de setembro de 2015, Jógvansdóttir, ao lado da jornalista Bjørt Samuelsen, de Kristianna Winther Poulsen do Partido Social Democrata e de Hanna Jensen do Partido Progressista, enviaram um projeto de lei para o reconhecimento do Casamento entre pessoas do mesmo sexo no país. O projeto entrou no Parlamento em 17 de novembro de 2015. A primeira leitura foi realizada em 24 de novembro de 2015 e a segunda leitura realizada em 7 de março de 2016. A proposta legislativa ocorreu com sucesso, tendo o casamento homossexual legalizado em junho de 2017.